# Карим, Номан
Номан Карим (англ. Noman Karim) — пакистанский боксёр, представитель наилегчайших весовых категорий. Выступал за сборную Пакистана по боксу в 2000-х годах, бронзовый призёр чемпионата мира, чемпион Азии, обладатель серебряной медали Азиатских игр, победитель и призёр многих турниров международного значения. Также известен как тренер по боксу.

## Биография
Первого серьёзного успеха на взрослом международном уровне добился в сезоне 2002 года, когда вошёл в основной состав пакистанской национальной сборной и побывал на Азиатских играх в Пусане, откуда привёз награду серебряного достоинства, выигранную в зачёте наилегчайшей весовой категории — в решающем финальном поединке был остановлен тайцем Сомчитом Чонгчохором.
В 2003 году стал серебряным призёром чемпионата Содружества в Куала-Лумпуре, завоевал бронзовую медаль на чемпионате мира в Бангкоке, где на стадии полуфиналов первого наилегчайшего веса был остановлен россиянином Сергеем Казаковым.
В 2004 году одержал победу на чемпионате Азии в Пуэрто-Принсесе, победив в финале будущего двукратного олимпийского чемпиона из Китая Цзоу Шимина.
В 2005 году выиграл серебряную медаль на азиатском первенстве в Хошимине, уступив в финале наилегчайшего веса корейцу Ли Ок Сону. Боксировал на мировом первенстве в Мяньяне, где уже в стартовом поединке потерпел поражение от филиппинца Виолито Пайлы и сразу же выбыл из борьбы за медали.
В 2006 году добавил в послужной список серебряную медаль, полученную на чемпионате CISM в Германии — здесь в финале был побеждён представителем Туниса Валидом Шерифом.
Пытался пройти отбор на летние Олимпийские игры 2008 года в Пекине, однако на азиатской олимпийской квалификации в Астане уже на предварительном этапе проиграл индусу Джитендеру Кумару.
После завершения спортивной карьеры занимался тренерской деятельностью, работал в национальной сборной Пакистана по боксу.